# Mohamed Razane
Mohamed Razane (Casablanca, 1968) es un escritor francés de origen marroquí.
Llegó a Francia con nueve años debido a la reagrupación familiar. Es un escritor realista cuya escritura es un espejo de nuestra sociedad y de sus olvidados. Publicó en junio de 2006 una novela titulada Dit Violent en la colección Blanca de la editorial Gallimard. En esta obra se muestra el sufrimiento de un adolescente en el extrarradio parisino enseñando así la realidad que no se aprecia en los discursos políticos y los medios de comunicación. Es también autor de dos novelas tituladas Garde à vue y Abdel Ben Cyrano, de ediciones Stock dentro del libro colectiva Chroniques d'une société annoncée. 
Es presidente del colectivo ¿Quién hace a Francia?